# Guglielmo III da Camposampiero

Stemma Camposampiero

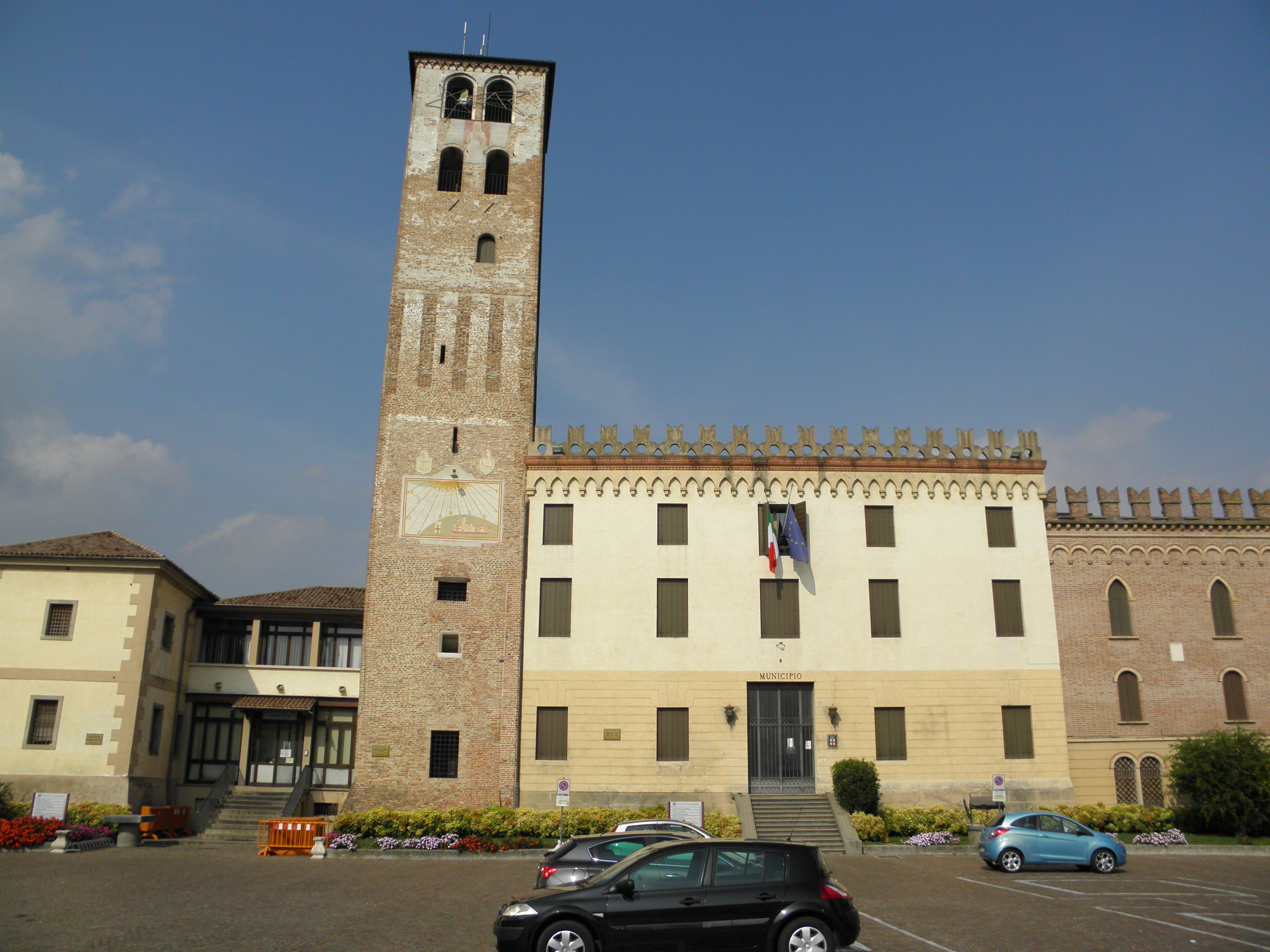
Camposampiero, Palazzo Tiso

Guglielmo III da Camposampiero (Padova, fine XIII secolo? – Treville, febbraio 1342) è stato un politico italiano.

## Biografia
Figlio di Giacomo da Camposampiero e di Oria da Marcaria, essendo morto il padre, fu designato erede dal nonno Tiso VIII assieme allo zio - nascituro - Tiso IX.
Tra il 1314 e il 1318 intentò una causa contro il comune di Treviso che aveva occupato alcuni beni acquistati da Tiso VIII durante la decaduta signoria caminese. La disputa si risolse avendo Guglielmo rinunciato alle sue rivendicazioni in cambio di un risarcimento.
Albertino Mussato identificò nel Camposampiero l'erede politico di Tiso VIII, ma in realtà partecipò solo marginalmente alla vita pubblica di Padova, mentre più rilevante fu il suo ruolo a Treviso, risiedendo abitualmente nel castello di Treville.
Nel 1324 fu testimone a Serravalle del testamento Guecellone da Camino, già signore di Treviso e suo parente. Probabilmente fu coinvolto nella congiura ordita nel 1325 da Paolo Dente contro i Carraresi, tant'è che quest'ultimo, avendo fallito l'impresa, trovò rifugio proprio a Treville.
Parteggiò per la fazione di Guecello Tempesta che, il 27 giugno 1326, cercò di cacciare gli Azzoni da Treviso. Avendo però fallito, il Camposampiero riparò a Cornuda. Ebbe invece successo un secondo tentativo, il 5 gennaio 1327: fu lo stesso Guglielmo ad uccidere il capo del partito avverso, Alteniero III degli Azzoni, che il Tempesta aveva risparmiato poiché, essendo ferito, si era arreso. Grazie a questo evento ottenne la liberazione di alcuni suoi alleati che erano stati banditi e la restituzione dei loro beni.
Nel 1329 il Tempesta dava Treviso a Cangrande della Scala a patto che i cittadini e i nobili della città, tra i quali figura il Camposampiero, mantenessero i diritti e gli onori e che gli stessi fossero esentati dal combattere contro la Chiesa, la Repubblica di Venezia e i marchesi d'Este.
Con altri nobili trevigiani, fu inviato a combattere nell'esercito di Mastino II della Scala nel 1332 e, ancora, nel 1334. Ma quando gli Scaligeri furono messi in difficoltà in seguito all'alleanza tra Firenze e Venezia, cambiò bandiera. Diede il castello di Treville in custodia ai Veneziani (1337) e occupò il castello di Camposampiero, spettante a Tiso IX e ereditato da Marsilio da Carrara. In risposta, gli Scaligeri misero a ferro e fuoco i suoi possedimenti al di là del Brenta.
Quando Marsilio morì nel 1338, dispose che i beni dei Camposampiero di cui era diventato proprietario non dovessero in alcun modo venire in possesso di Guglielmo. Questi, invece, era riuscito ad ottenere dai Veneziani l'impegno ad aiutarlo nel ricomporre l'antico feudo dei Camposampiero recuperando i beni di Tiso IX. Il 24 marzo 1340, chiamato ad arbitrare la disputa, il doge Bartolomeo Gradenigo assegnò la curia e il castello di Camposampiero a Ubertino da Carrara, successore di Marsilio, e la rimanente parte dei beni al Camposampiero. Pare tuttavia che il Guglielmo continuasse ad occupare la fortezza: il 27 febbraio 1342, essendo spirato da pochi giorni, il doge mandò un contingente a presidiarla.

## Discendenza
Da Caterina (o Capellina) di Vitaliano Dente de Lemizoni aveva avuto una sola figlia, Sara, andata in sposa a Meliaduse di Guecello Tempesta, poi a Bertrando dei Rossi di Parma e quindi a Bernardo Scannabecchi di Bologna. Con la morte di Guglielmo si estinse quindi il ramo principale dei Camposampiero e la continuità della casata fu affidata a un ramo secondario discendente da Gherardo.